# Jean Anouilh
Jean Anouilh, född 23 juni 1910 i Bordeaux, död 3 oktober 1987 i Lausanne, var en fransk författare och dramatiker. Han är mest känd för sitt drama Antigone, en bearbetning av Sofokles antika tragedi. Anouilh skrev Antigone 1942 i syfte att angripa Pétains Vichyregim.

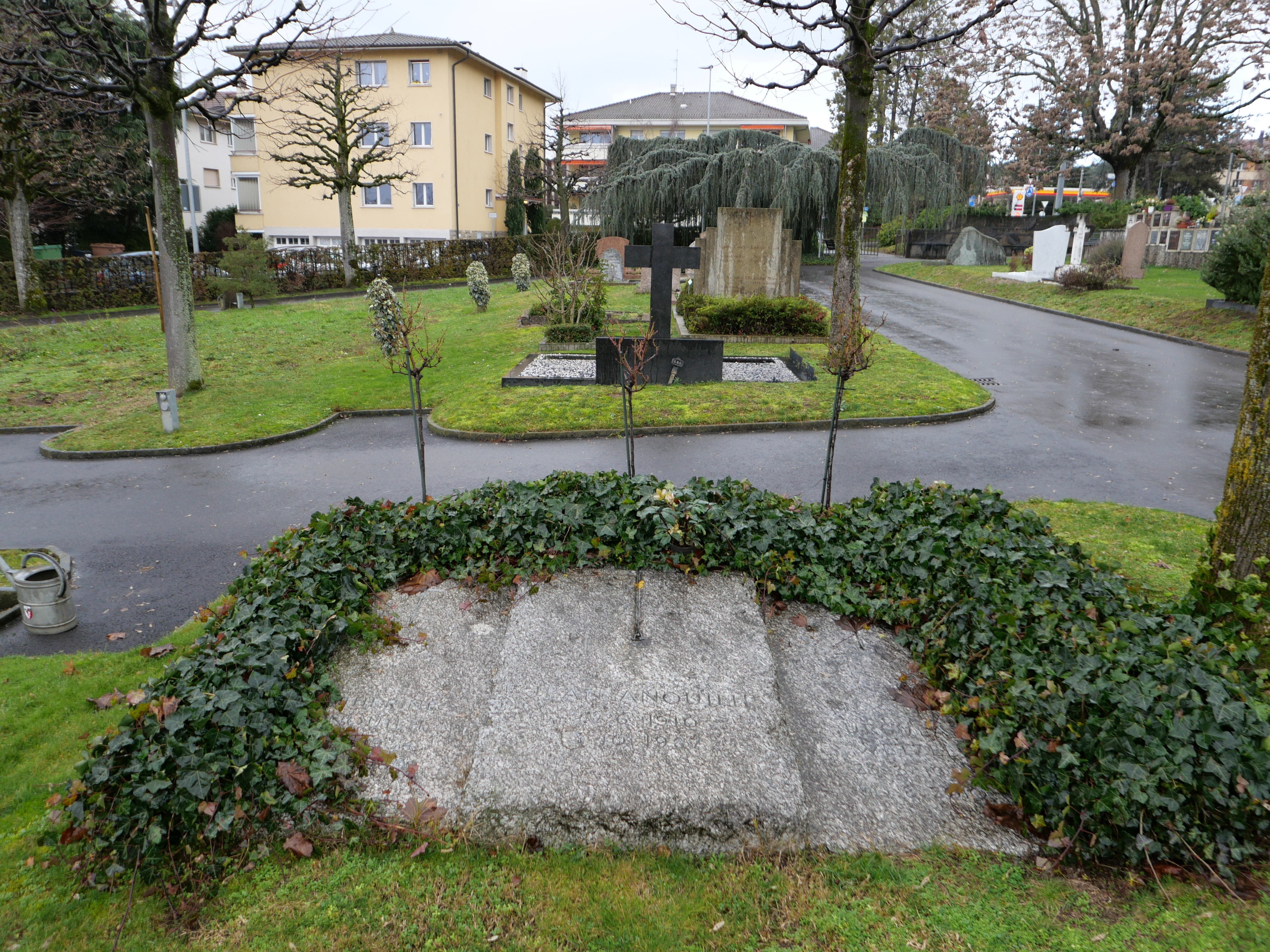
Anouilhs grav, hans äldsta dotter Catherine (1934-1989) och hans sista partner, Ursula Wetzel (1938-2010), på Pully-kyrkogården nära Lausanne.

Motivet i de flesta av Anouilhs dramer är den unga människans renhetslängtan och ljusa förhoppningar, som brutalt tillintetgörs vid kontakten med verkligheten och de vuxna med deras krossade drömmar och desillusioner. Ett huvudmotiv är också kärlekens omöjlighet. I dramerna Eurydike och Antigone har Anouilh behandlat ämnen från grekisk myt och dramatik insatta i modern miljö.
Jean Anouilh nominerades till Nobelpriset i litteratur 1961 och var året därpå en av de tre slutkandidaterna till priset.

## Verk

### Dramatik i urval
- L'Alouette (1953)
  - Lärkan
- Antigone (1944)
  - Antigone (översättning Greta Salenius, Wahlström & Widstrand, 1947)
  - Antigone (översättning Greta Salenius, radioversion Olof Molander, Radiotjänst, 1953)
- Ardèle ou la marguerite (1948)
  - Älskar, älskar inte (översättning av C.G. Bjurström och Tuve-Ambjörn Nyström,  radiobearbetning av Claes Hoogland, Radiotjänst, 1953)
- Le Bal des voleurs (1938)
  - Tjuvarnas bal (otryckt översättning C.G. Bjurström och G. Planthaber för Stockholms parkteater 1952)
- Le Boulanger, la boulangère et le petit mitron (1968)
  - Bagaren, bagerskan och den lille bagarpojken (otryckt översättning av Martin Söderhjelm för Helsingborgs stadsteater 1969)
- Cécile ou l'École des pères (1954)
  - Fadersskolan (TV-teatern 1963)
- Colombe (1951)
  - Colombe (översättning av Lennart Lagerwall ; radiobearbetning av Henrik Dyfverman, Radiotjänst, 1952)
- La culotte (1978)
- Eurydice (1942)
  - Eurydike (översättning C.G. Bjurström och Tuve-Ambjörn Nyström, Wahlström & Widstrand, 1948)
  - Eurydike (översättning C.G. Bjurström och Tuve-Ambjörn Nyström, radiobearbetning av Herbert Grevenius, Radiotjänst, 1952)
- La Grotte (1961)
  - Grottan (otryckt översättning av Bengt Söderbergh för Stockholms stadsteater 1973)
- L'Hermine (1931)
  - Hermelinen (översättning av Britte-Marie och Sven Bergström, radiobearbetning av Claes Hoogland, Radiotjänst, 1952)
- L'Hurluberlu ou Le Reactionnaire amoureux (1957)
  - Generalen på skolbänken (otryckt översättning av Erik Lindegren för Helsingborgs stadsteater1959)
- L'Invitation au château (1947)
  - Dans under stjärnorna (otryckt översättning av Lennart Lagerwall)
- Léocadia (1939)
  - Leokadia (översättning C.G. Bjurström och Tuve-Ambjörn Nyström, Radiotjänst, 1952)
- Médée (1946)
  - Medea (översättning C.G. Bjurström och Tuve-Ambjörn Nyström, radiobearbetning av Ingmar Bergman, Radiotjänst, 1953)
- Monsieur Barnett (1965)
  - Monsieur Barnett: TV-pjäs (otryckt översättning av Lennart Lagerwall för TV-teatern 1968)
- L'Orchestre (1962)
  - Damorkestern (otryckt översättning av Ingemar och Mikaela Leckius för Kungliga Dramatiska Teatern 1986)
- Ornifle ou Le Courant d'air (1955)
  - Ornifle eller Luftgästen (översättning av Erik Lindegren, Wahlström & Widstrand, 1956)
- Pauvre Bitos ou le Dîner de têtes (1956)
  - Stackars Bitos (otryckt översättning av Göran O. Eriksson för Radioteatern 1992)
- La Répétition ou l'Amour puni (1947)
  - Repetitionen eller Kärlekens tuktan (otryckt översättning C.G. Bjurström och Tuve Ambjörn Nyström, tv-bearbetning Lars-Levi Laestadius, för Sveriges radio 1966)
  - Repetitionen (TV-teatern 1968)
  - Så tuktas kärleken
- Roméo et Jeannette (1946)
  - Romeo och Jeanette
- La Sauvage (1934)
  - En vildfågel (radioversion av Stig Torsslow, övers. av C.G. Bjurström och Tuve-Ambjörn Nyström, Radiotjänst, 1952)
- La Valse de toréadors (1951)
  - Toreadorvalsen
- Le Voyageur sans bagage (1937)
  - Resande utan bagage

Oidentfierade svenska översättningar
- Stycke för liten orkester (otryckt översättning Lennart Lagerwall)